# Distretto di Kumru
Il distretto di Kumru (in turco Kumru ilçesi) è uno dei distretti della provincia di Ordu, in Turchia.